# Hematopoetické faktory

Jedná se o skupinu cytokinů, do které patří faktory, jež stimulují a podporují růst zárodečných buněk a leukocytů krevního oběhu a imunitního systému. Za základní růstový faktor by se dal považovat interleukin 3 (IL-3), který podporuje růst kolonií lymfoidních a myeloidních buněk z kostní dřeně. Specifičtější je IL-7, který podporuje růst zárodečných prekurzorů lymfoidních buněk. Dále sem patří tzv. kolonie stimulující faktory (CSF), které selektivně podporují vývoj jen některých linií leukocytů. Příkladem může být faktor stimulující růst kolonií makrofágů (M-CSF), faktor podporující růst kolonií granulocytů (G-CSF) nebo faktor umožňující růst kolonií granulocytů a makrofágů (GM-CSF).

## IL-3
L-3 je multipotentní hematopoetický faktor, který podporuje přežívání, diferenciaci a proliferaci progenitorových buněk megakaryocytové, granulocytární, makrofágové, erytroidní, eozinofilní, bazofilní linie a žírných buněk. Často působí synergicky s dalšími cytokiny, jako je erytropoetin, GM-CSF, IL-4 nebo IL-6. IL-3 je produkován různými typy buněk včetně T lymfocytů, žírných buněk, eozinofilů, stromálních buněk v kostní dřeni a dalších buněčných typů. Kromě toho, že podporuje hematopoézu, ovlivňuje také fagocytózu, aktivuje monocyty a vykazuje imunomodulační účinky.
IL-3 se váže na IL-3R komplex, který se skládá z řetězce (CD123) vázajícího a IL-3 a z β řetězce, který je společný s receptorem pro IL-5 a GM-CSF. Vazba IL-3 na IL-3R aktivuje JAK3/STAT5 aktivační dráhu vedoucí k indukci c-myc genu (aktivace DNA syntézy a progrese dělení buněk) a Ras dráhy (suprese apoptózy).
Schopnost IL-3 a dalších hematopoetických faktorů podporovat růst hematopoetických buněk vedla ke snaze využít tento cytokin v klinických studiích zaměřených na léčbu aplastické leukémie, myelodysplastického syndromu a stimulovat obnovu krvetvorby u pacientů, kteří obdrželi vysokodávkovou terapii a transplantaci dřeňových kmenových buněk. Další možné terapeutické využití IL-3 je v onkologii, kde IL-3 může zlepšovat krevní parametry u pacientů léčených cytostatiky nebo radioterapií .

## IL-7
IL-7 je hematopoetický růstový faktor. který je produkován hlavně stromálními buňkami v kostní dřeni a brzlíku. Menší množství IL-7 jsou také produkována keratinocyty, dendritickými buňkami, hepatocyty, epiteliálními buňkami, ale není produkován lymfocyty. IL-7 stimuluje růst a diferenciaci pluripotentních hematopoetických kmenových buněk ve směru do lymfoidních progenitorových buněk (na rozdíl od IL-3 nestimuluje myeloidní progenitory). Podporuje také proliferaci a aktivaci buněk lymfoidní linie (T a B lymfocyty, NK buňky).
IL-7 se váže na receptor, který je heterodimer ze dvou řetězců. IL-7Rα řetězec váže IL-7, druhý řetězec je označován γ a je společný s receptorem pro IL-2, IL-4, IL-9, IL-13 a další cytokiny. IL-7R je exprimován na naivních i aktivovaných T a B lymfocytech a u celé řady jiných buněčných typů. Význam IL-7 pro vývoj lymfoidní linie je podporován nálezy, že knock out myši neexprimující IL-7R mají atrofii brzlíku a těžkou anemii. Proto byl IL-7 testován jako terapeutické agens v preklinických a klinických studiích u pacientů s různými nádorovými onemocněními a během HIV infekce  a nebo pro zlepšení imunologické reaktivity po transplantaci alogenních kmenových buněk.

## IL-34
Tento cytokin se váže na stejný receptor jako M-CSF, obdobně stimuluje tvorbu kolonií v kostní dřeni a má význam zejména pro diferenciaci a přežívání myeloidní linie. U pacientů s revmatoidní artritidou koreluje exprese IL-34 v synoviální tkáni s mírou poškození, popsán byl také jeho vliv na diferenciaci osteoklastů. Na druhé straně může být úloha tohoto cytokinu i protizánětlivá a protektivní, jelikož má schopnost indukovat diferenciaci monocytů směrem k tlumivým M2 makrofágům .

## G-CSF
Faktor stimulující růst kolonií granulocytů (G-CSF) je produkován mnoha různými typy buněk, jako jsou makrofágy, lymfocyty, endotelie a další. Je to faktor, který stimuluje produkci granulocytů v kostní dřeni. Kromě toho také podporuje proliferaci, diferenciaci a funkce prekurzorů neutrofilů a také zralých neutrofilních leukocytů. Tento faktor byl prvně popsán již v roce 1985 u myší a lidský G-CSF byl klonován a charakterizován v roce 1986. Receptor pro G-CSF je exprimován hlavně na multipotentních hematopoetických kmenových progenitorových buňkách myeloidní linie a uplatňuje se v granulopoeze . Mutace v genu pro G-CSFR je známa jako Kostmannův syndrom nebo také těžká kongenitální neutropenie.
Jelikož G-CSF podporuje vývoj kmenových buněk v kostní dřeni a vývoj i aktivitu granulárních leukocytů, nachází tento cytokin uplatnění v hematologii a onkologii. G-CSF byl použit u pacientů s nádorovými onemocněními k urychlení obnovy z neutropenie po chemoterapii.   G-CSF se dále podává ke zvýšení počtu hematopoctických kmenových buněk v krvi dárců před jejich odběrem leukoferézou pro transplantace kmenových buněk.
Mezi další hematopoetické faktory můžeme zařadit například M-CSF, GM-CSF nebo též thymický stromální lymfopoetin (L-7 like factor).